# Nikola Eterović
Nikola Eterović (Pučišća em Brač, República Socialista Federativa da Iugoslávia, hoje Croácia, 20 de janeiro de 1951) é um arcebispo da Cúria da Igreja Católica Romana e diplomata da Santa Sé. É núncio apostólico na Alemanha desde 21 de setembro de 2013. Ele também é o decano do corpo diplomático.

## Biografia
Nikola Eterović entrou no seminário de Split e estudou filosofia e teologia. Ele recebeu seu PhD pela Pontifícia Universidade Gregoriana. Ele recebeu o Sacramento da Ordem em 26 de junho de 1977 do Bispo Celestin Bezmalinović na Catedral de Hvar. Em 1977 ingressou na Pontifícia Academia Diplomática de Roma e obteve a licenciatura em Missiologia e Direito Canônico.
Em 25 de março de 1980, Eterović entrou no serviço diplomático da Santa Sé. Serviu nas Nunciaturas Apostólicas na Costa do Marfim, Espanha e Nicarágua e na Seção de Relações com os Estados da Secretaria de Estado do Vaticano. Em 22 de fevereiro de 1984, o Papa João Paulo II concedeu-lhe o título honorário de Capelão de Sua Santidade (Monsenhor). Em 25 de março de 1993 Nikola Eterović foi nomeado Conselheiro da Nunciatura da Seção para as Relações com os Estados e em 22 de janeiro de 1996 recebeu o título de Prelado Honorário de Sua Santidade de João Paulo II.
Em 22 de maio de 1999, o Papa João Paulo II o nomeou Arcebispo Titular de Siscia e o nomeou Núncio Apostólico na Ucrânia. O Cardeal Secretário de Estado Angelo Sodano deu-lhe a consagração episcopal em 10 de julho de 1999 na Basílica de São Pedro; Co-consagradores foram Arcebispo de Split-Makarska Ante Jurić e Bispo de Hvar Slobodan Štambuk.
Em 11 de fevereiro de 2004, João Paulo II o nomeou Secretário Geral do Sínodo dos Bispos. Em 30 de novembro de 2009, o Papa Bento XVI nomeou Eterović à diocese titular de Cibalae, uma vez que sua diocese titular anterior foi restabelecida como uma diocese ordinária.
Em 21 de setembro de 2013, o Papa Francisco o nomeou Núncio Apostólico na Alemanha.
Além de sua língua materna croata, ele fala italiano, francês, inglês, alemão, espanhol e ucraniano fluentemente, além de um pouco de polonês e russo.